# Trachycosmus turramurra
Trachycosmus turramurra är en spindelart som beskrevs av Norman I. Platnick 2002. Trachycosmus turramurra ingår i släktet Trachycosmus och familjen Trochanteriidae. Inga underarter finns listade i Catalogue of Life.